# 1981年の鉄道
1981年の鉄道（1981ねんのてつどう）とは、1981年（昭和56年）に起こった鉄道関係の出来事をまとめたページである。
1980年の鉄道 - 1981年の鉄道 - 1982年の鉄道

## 出来事の一覧

### 1月
- 1月30日
  - 日本国有鉄道
    - （廃止） 東横浜信号場（東海道本線）
- 日付不明
  - 阿里山森林鉄路
    - （新駅開業）  阿里山駅

### 2月
- 2月5日
  - 神戸新交通
    - （新規開業） ポートアイランド線 三宮駅 - 南公園駅 - 中公園駅間
    - （駅開業）  三宮駅、貿易センター駅、ポートターミナル駅、中公園駅、市民病院前駅（現・みなとじま駅）、市民広場駅、南公園駅、北埠頭駅、中埠頭駅（ポートアイランド線）

### 3月
- 3月1日
  - 長野電鉄
    - （地下化） 長野線 長野駅 - 善光寺下駅 (1.6km)
    - （駅移転） 長野駅、権堂駅、善光寺下駅（長野線）
    - （駅移転・駅名改称） 市役所前駅←錦町駅（長野線）
    - （駅廃止） 緑町駅（長野線。市役所前駅に統合）
- 3月16日
  - 大阪市交通局
    - （新規開業） 南港ポートタウン線 中ふ頭駅 - 住之江公園駅(6.6km)
    - （駅開業）  中ふ頭駅、ポートタウン西駅、ポートタウン東駅、フェリーターミナル駅、南港東駅、南港口駅、平林駅（南港ポートタウン線）
- 3月27日
  - 帝都高速度交通営団（現・東京地下鉄）
    - （新駅開業）  南行徳駅 （東西線 浦安駅 - 行徳駅間）

### 4月
- 4月1日
  - 日本国有鉄道
    - （電化） 東海道本線神戸臨港線 東灘信号場 - 神戸港駅間（3.4km・直流1,500V）
    - （名称変更）   東灘操車場→東灘信号場
    - （電化） 福知山線 塚口駅 - 宝塚駅（15.3km・直流1,500V）
    - （新駅開業）  猪名寺駅 （福知山線 塚口駅 - 伊丹駅間）
    - （新駅開業）  中野栄駅 （仙石線 陸前高砂駅 - 多賀城駅間）
    - （駅廃止） 尼崎臨時乗降場、金楽寺駅 （尼崎港線）

  - 福井鉄道
    - （路線廃止） 南越線 社武生駅 - 粟田部駅（8.7km）
    - （駅廃止） 社武生駅、福武口駅、北府駅、村国駅、塚町駅、北村駅、五分市駅、粟田部駅（南越線）
- 4月15日
  - 日本国有鉄道
    - （新駅開業）  東鷲宮駅 （東北本線 久喜駅 - 栗橋駅間）

### 5月
- 5月1日
  - 日立運輸（2代、現・日立物流）[注釈 1]
    - （子会社への事業譲渡） 東京モノレール（2代）←日立運輸
- 5月25日
  - 日本国有鉄道
    - （貨物営業廃止） 夕張線 清水沢駅 - 鹿ノ谷駅間 (6.6km)
    - （貨物営業廃止） 夕張線 紅葉山駅 - 登川駅間 (7.6km)
- 5月29日
  - 京都市営地下鉄
    - （新規開業） 烏丸線 北大路駅 - 京都駅 (6.5km)
    - （駅開業）  北大路駅、鞍馬口駅、今出川駅、丸太町駅、四条駅、五条駅、御池駅（現・烏丸御池駅）、京都駅（烏丸線）

### 6月
- 6月30日
  - 日本国有鉄道
    - （新駅開業）  南彦根駅 （東海道本線 彦根駅 - 河瀬駅間）

### 7月
- 7月1日
  - 日本国有鉄道
    - （路線廃止） 夕張線 紅葉山駅 - 登川駅 (7.6km)
    - （駅廃止） 楓駅（旧）、登川駅（夕張線）
- 7月26日
  - 福岡市交通局
    - （新規開業）  1号線（現・空港線） 室見駅 - 天神駅間 (5.8km)
    - （駅開業）  室見駅、藤崎駅、西新駅、唐人町駅、大濠公園駅、赤坂駅、天神駅 （1号線）

### 8月
- 8月1日
  - 大井川鉄道（現・大井川鐵道）
    - （新駅開業）  大加島仮乗降場 （井川線 川根市代駅 - 川根唐沢駅間）
- 8月10日
  - 伊予鉄道
    - （新駅開業）  愛大医学部南口駅 （横河原線 見奈良駅 - 横河原駅間）
- 8月12日
  - 筑波鉄道（現・関鉄筑波商事）
    - （駅廃止・信号場化）真鍋信号所←真鍋駅（筑波線）

### 9月
- 9月1日
  - 秩父鉄道
    - （新駅開業）  西羽生駅 （秩父本線 羽生駅 - 新郷駅間）
- 9月11日
  - 日本国有鉄道
    - （複線化）  奥羽本線 大曲駅 - 神宮寺駅間 (6.0km)

### 10月
- 10月1日
  - 日本国有鉄道
    - （新規開業）  石勝線 千歳空港駅 - 追分駅 (17.6km)
    - （新規開業）  石勝線 新夕張駅 - 新得駅 (89.4km)
    - （駅開業）  楓駅（新）、占冠駅、石勝高原駅（現・トマム駅）（石勝線）
    - （新駅開業）  東船橋駅（総武本線（中央・総武緩行線） 船橋駅 - 津田沼駅間）
    - （新駅開業）  幕張本郷駅（総武本線（中央・総武緩行線） 津田沼駅 - 幕張駅間）
    - （新駅開業）  甲西駅 （草津線 三雲駅 - 石部駅間）
    - （新駅開業）  武蔵塚駅 （豊肥本線 竜田口駅 - 三里木駅間）

### 11月
- 11月22日
  - 南海電気鉄道
    - （新駅開業）  林間田園都市駅 （高野線 紀見峠駅 - 御幸辻駅間）
- 11月27日
  - 名古屋市営地下鉄
    - （路線延長）  鶴舞線 浄心駅 - 伏見駅間 (2.9km)
    - （新駅開業）  浄心駅、浅間町駅、丸の内駅（鶴舞線）

### 12月
- 12月2日
  - 大阪市営地下鉄
    - （路線延長）  千日前線 新深江駅 - 南巽駅間 (3.0km)
    - （新駅開業）  小路駅、北巽駅、南巽駅（千日前線）
- 12月10日
  - 日本国有鉄道
    - （自動信号化）  福知山線 篠山口駅 - 福知山駅 (48.1km)
- 12月20日
  - 能勢電鉄
    - （路線廃止） 妙見線 川西国鉄前駅 - 川西能勢口駅 (0.7km）
    - （駅廃止） 川西国鉄前駅（妙見線）
- 12月30日
  -  ハンガリーブダペスト交通会社
    - （路線延長） レヘル広場駅 - デアーク・フェレンツ広場駅間 (2.4km)
    - （新駅開業）   レヘル広場駅、西駅、アラニ・ヤーノシュ通り駅

## 主なダイヤ改正
- 11月20日
  - 名古屋鉄道（名古屋本線・三河線・豊田新線）
- 11月25日
  - 上信電鉄
    - （種別新設）急行・準急　急行列車は1960年代にも運転されていたため事実上の復活。

## 災害・不通・事故・事件など

### 3月
- 3月5日
  - 日本国有鉄道
    - （運転再開） 山陰本線 奈古駅 - 長門大井駅 (4.3km) （土砂崩れで不通）

### 6月
- 6月6日
  - インド鉄道
    - （事故）　マンシ駅 - サハルサー駅間で列車脱線後バグマティ川に転落。死者数は500人から800人かそれ以上。（詳細参照）

## 鉄道車両

### 新系列・新形式
- 日本国有鉄道
  - 105系電車
  - 185系電車
  - セキ8000形貨車
  - ワム89000形貨車
  - タキ42750形貨車
  - お座敷列車 (新潟鉄道管理局)
  - なごやか
- 関東鉄道
  - キハ532形気動車
- 上信電鉄
  - 250形電車
  - 6000形電車
- 東武鉄道
  - 9000系電車
- 江ノ島電鉄
  - 1100形電車
- 箱根登山鉄道
  - 1000形電車
- 近畿日本鉄道
  - 1400系電車
  - 8810系電車
  - 16010系電車
- 大阪市交通局
  - 100系電車
- 阪神電気鉄道
  - 5131形・5331形電車
- 岡山電気軌道
  - 7100型電車
- 土佐電気鉄道
  - 1000形電車
- イギリス国鉄
  - 317形電車
- BLS AG
  - RBDe565形/RDBe566形電車
- 南アフリカ国鉄
  - 26型蒸気機関車

### 譲渡形式
- 岳南鉄道（現・岳南電車）←東京急行電鉄
  - 5000系電車
- 熊本電気鉄道←東京急行電鉄
  - 5000形電車
- 三岐鉄道←西武鉄道
  - 601系電車
- 一畑電気鉄道（現・一畑電車）←西武鉄道
  - 80系電車
- 高松琴平電気鉄道←阪神電気鉄道
  - 1053・1060形電車

### 消滅形式
- 日本国有鉄道
  - ワフ22000形貨車
  - シサ1形貨車
  - ホラ1形貨車
  - ホキ5000形貨車
  - ホキ5100形貨車
- 上信電鉄
  - デハ10形電車
  - クハニ10形電車
  - クハ20形電車
- 小田急電鉄
  - 1800形電車
- 阪神電気鉄道
  - 5201形電車

### 受賞
- 第24回ブルーリボン賞 - 小田急電鉄 7000形電車
- 第21回ローレル賞 - 日本国有鉄道 117系電車、長崎電気軌道 2000形電車